# Лютвиц, Вальтер фон
Барон Вальтер Карл Фридрих Эрнст Эмиль фон Лю́твиц (нем. Walther Karl Friedrich Ernst Emil Freiherr von Lüttwitz; 2 февраля 1859, Бодланд, район Розенберг, Силезия — 20 сентября 1942, Бреслау) — немецкий генерал, получивший известность благодаря своей ведущей роли в капповском путче.

## Биография
Родился в семье прусского капитана в отставке и главного лесничего барона Эрнста фон Лютвица (1823—1892) и его жены Сесили, урожденной графини Штрахвиц фон Гросс-Цаухе и Камминец (1835—1910). По окончании кадетского корпуса 15 апреля 1878 года зачислен в звании второго лейтенанта в 38-й силезский стрелковый полк Прусской армии.
27 января 1911 года в звании генерал-майора принял на себя командование 39-й пехотной бригадой в Ганновере, 20 марта 1911 года возглавил 2-ю гвардейскую пехотную бригаду в Потсдаме. 1 января 1914 года получил звание генерал-лейтенанта и был назначен командиром 25-й гессенской дивизии в Дармштадте.
Во время Первой мировой войны занимал ряд высоких военных должностей. Со 2 августа 1914 года — начальник штаба 4-й армии Западного фронта. С 26 сентября 1914 года командовал 33-й дивизией, с 28 июня по 28 сентября 1915 года был командиром 2-й гвардейской дивизии. С 22 декабря 1915 года по 20 августа 1916 года – командующий X армейским корпусом. 21 августа 1916 года назначен начальником штаба 5-й армии и с 27 октября по 24 ноября 1916 года находился на той же должности в группе армий «Кронпринц Вильгельм». С 25 ноября 1916 года до конца войны – командующий III армейским  корпусом. В марте 1918 года его корпус принял участие в весеннем наступлении на Сомме в районе Сен-Кантен. 24 августа 1916 года получил орден Pour le Mérite, высшую прусскую награду за храбрость.
После объявления перемирия в 1918 году назначен временным революционным правительством — Советом народных уполномоченных — главнокомандующим временным рейхсвером. В этой должности в январе 1919 года руководил подавлением восстания спартакистов с помощью фрайкора.
Как и многие другие члены рейхсвера, Лютвиц был решительным противником Версальского договора. Особое возмущение у него вызывали требования сократить германскую армию до 100 тысяч человек, распустить фрайкор и выдать около 900 служащих рейхсвера, обвинявшихся державами-победительницами в совершении военных преступлений. Лютвиц решил сопротивляться этим требованиям. После ультиматума, который он предъявил рейхспрезиденту Фридриху Эберту в личной беседе вечером 10 марта 1920 года, министр рейхсвера Густав Носке 11 марта отстранил его от должности. В итоге Лютвиц решил действовать. В ночь с 12 на 13 марта бригада морской пехоты Эрхардта, до недавнего времени находившаяся под его командованием и также подлежавшая расформированию, двинулась в направлении берлинского правительственного квартала с целью арестовать законное правительство и привести к власти правительство Каппа. Однако капповский путч продлился всего несколько дней. Он провалился из-за отсутствия поддержки со стороны старых элит и населения, которое было призвано к всеобщей забастовке. 17 марта Лютвиц, который в правительстве путчистов занимал пост министра рейхсвера, бежал за границу. После амнистии, вступившей в силу в августе 1925 года, он вернулся из Венгрии в Германский рейх и вёл замкнутый образ жизни. Умер 20 сентября 1942 года в Бреслау.

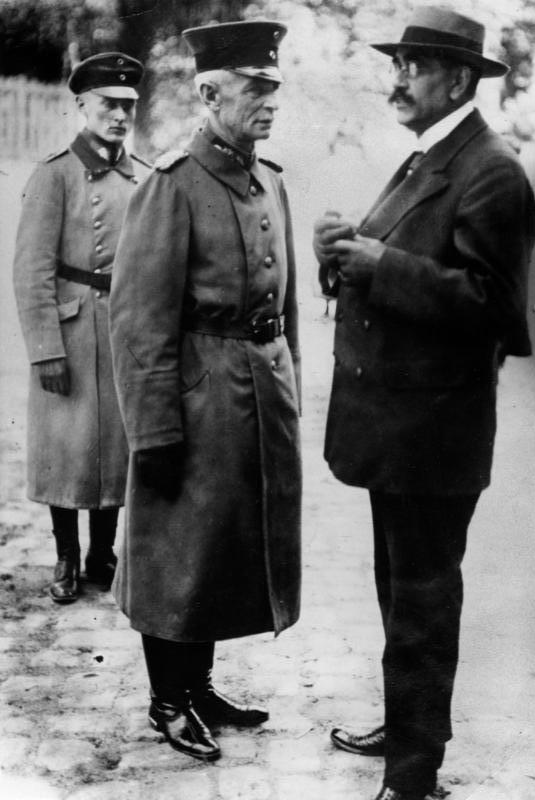
Вальтер фон Лютвиц (слева) и Густав Носке. 1920 г.

## Награды
- Pour le Mérite (24 августа 1916)
- Дубовые листья к ордену Pour le Mérite (24 марта 1918)

## Публикации
- Im Kampf gegen die November-Revolution. Vorhut-Verlag O. Schlegel, Berlin 1934